# أيزو 9
أيزو 9 هو معيار دولي يحدد نظاما لنقل الحروف إلى أحرف لاتينية من الأحرف السيريلية التي تشكل الحروف الهجائية العديد من اللغات السلافية وغير السلافية.